# Idaea expandata
Idaea expandata là một loài bướm đêm trong họ Geometridae.